# ATP Challenger Dnipro
Der ATP Challenger Dnipro (offiziell: Dnipro Challenger) war ein Tennisturnier, das zwischen 2003 und 2008 in Dnipro, in der Ukraine, stattfand. Es gehörte zur ATP Challenger Tour und wurde in der Halle auf Hartplatz gespielt. Dmitri Igorewitsch Tursunow ist mit je einem Titel im Einzel und Doppel der einzige mehrfache Titelträger.

## Liste der Sieger

### Einzel
| Jahr | Sieger          | Finalgegner     | Ergebnis        |
| ---- | --------------- | --------------- | --------------- |
| 2008 | Fabrice Santoro | Victor Hănescu  | 6:2, 6:3        |
| 2007 | Mischa Zverev   | Dmitri Tursunow | 6:4, 6:4        |
| 2006 | Dmitri Tursunow | Benjamin Becker | 7:67, 6:4       |
| 2005 | Dick Norman     | Raemon Sluiter  | 7:62, 6:72, 6:3 |
| 2004 | Andrei Pavel    | Karol Kučera    | kampflos        |
| 2003 | Irakli Labadse  | Harel Levy      | 6:3, 3:6, 6:1   |

### Doppel
| Jahr | Sieger                                 | Finalgegner                   | Ergebnis         |
| ---- | -------------------------------------- | ----------------------------- | ---------------- |
| 2008 | Guillermo Cañas Dmitri Tursunow        | Łukasz Kubot Oliver Marach    | 6:3, 7:65        |
| 2007 | Christopher Kas Lovro Zovko            | Rohan Bopanna Chris Haggard   | 7:65, 6:2        |
| 2006 | Serhij Stachowskyj Orest Tereschtschuk | Marco Chiudinelli Lovro Zovko | 6:4, 6:0         |
| 2005 | Lukáš Dlouhý David Škoch               | Tomáš Cibulec Lovro Zovko     | 7:5, 6:4         |
| 2004 | Karol Beck Jaroslav Levinský           | Andrei Pavel Gabriel Trifu    | 6:74, 7:64, 7:62 |
| 2003 | Jonathan Erlich Harel Levy             | Simon Aspelin Johan Landsberg | 6:4, 6:3         |